# 留守政景
留守 政景（るす まさかげ）は、戦国時代から江戸時代初期にかけての武将。伊達 政景（だて まさかげ）の名でも知られる。伊達氏の一門で、留守氏18代当主。居城は初め岩切城（高森城）、後に利府城。官位は従五位下・上野介。

## 生涯
天文18年（1549年）、伊達晴宗の三男として誕生。永禄10年（1567年）、父・晴宗の政略によって留守顕宗の養子となり、奥州の名族・留守氏を継ぐことになった。その後、村岡氏や余目氏の反抗を鎮圧すると共に、兄・輝宗や甥・政宗を補佐し、実家の伊達氏の勢力拡大に貢献し、各地を転戦する。
天正18年（1590年）、豊臣秀吉の小田原征伐に参陣せず、所領を没収された。同年、岳父・黒川晴氏が政宗のために拘禁されると、その助命を嘆願し、許された。その後、文禄の役にて朝鮮へ渡海して出陣した。帰国後は正式に伊達氏一門に加わる。
慶長5年（1600年）の関ヶ原の戦いでは、政宗の命により伊達軍総大将として、上杉景勝の攻撃を受けていた最上義光の救援に赴いた。小白川に着陣し、撤退する上杉軍を率いた直江兼続と交戦。戦後の伊達政宗の書状によると伊達勢で80～100の首級を取り、一門でもある大條実頼が負傷するほどの激戦であったという（長谷堂城の戦い）。
後に政宗より伊達姓に復することを許され、慶長9年（1604年）、一関2万石を与えられた。
慶長12年（1607年）、死去。享年59。菩提寺は岩手県奥州市水沢の大安寺。同寺には4人の殉死者と共に描かれた、極めて珍しい肖像画が残る（慶長15年（1610年）虎哉宗乙賛）。
長男・宗利は金ケ崎城主、その後水沢城主となり、仙台藩の一門である水沢伊達家の祖となる。

## 系譜
- 父：伊達晴宗（1519-1578）
- 母：久保姫（1521-1594） - 岩城重隆長女
- 養父：留守顕宗（1519-1586）
- 室：竹乙 - 黒川晴氏娘
  - 長男：留守宗利（1590-1638）
- 生母不明の子女
  - 男子：天童重頼